# Jindřichovice (okres Sokolov)
Jindřichovice (německy Heinrichsgrün) jsou obec v okrese Sokolov v Karlovarském kraji. Žije zde 533 obyvatel.

## Historie
Osídlení, které se šířilo nepochybně od údolí Ohře, můžeme položit s jistotou do 13. století. První písemná zmínka o vesnici pochází z roku 1273. V roce 1340 prodal tepelský klášter Jindřichovice Plickům, konkrétně Petru Plickovi, který se koupí Jindřichovic chtěl připojit k těžbě stříbra a olova na Horském potoce, zmiňované již 1314. Plickové měli své rodové sídlo ve Vranově (hrad Plickenstein též Plikenštejn), dnes již neexistující obci ve Slavkovském lese. V roce 1406 ztratili Plickové Nejdek i Jindřichovice, které přešly do rukou krále. Když obdrželi Šlikové od krále 1434 Loketsko do zástavy, zůstaly Jindřichovice s pohraničními lesy Sokolovu až do nové šlikovské linie, kdy asi roku 1525 Viktorín Šlik učinil z Jindřichovic rodinné sídlo a místu udělil v roce 1537 privilegium městského práva, později potvrzená císařem Ferdinandem I.
Posledním Šlikem v Jindřichovicích byl Jáchym Šlik, kterému byl pro účast na stavovském povstání 1618–1620 dědičný statek ponechán na doživotí jen jako léno. Nástupnickým čekatelem na toto léno byl stanoven Otto Nostic, který během stavovského povstání stál na císařově straně. Jáchym Šlik postoupil panství Otto Nosticovi již v roce 1627 a ten již v roce 1622 zakoupil panství Sokolov a obě panství spojil. Otto Nostic potvrdil 4. července 1630 městské privilegium, zemřel však již koncem roku. Protože zůstal bez potomků, zdědil panství sokolovsko-jindřichovické jeho synovec Jan Hartvík. Jemu vděčí Jindřichovice za povýšení na tržní místo. Zemřel v roce 1683, panství zdědil jeho syn Antonín Jan a v témže roce potvrdil městské privilegium. Zemřel bezdětný ve vysokém věku v roce 1736. Jeho statky převzal dědictvím synovec František Václav. V roce 1765 převzal statky jeho syn František Antonín. Zemřel v roce 1794 a panství získal jeho syn Bedřich.
Za Nosticů byl Františkem Antonínem Nosticem postaven v nedaleké oboře lovecký zámeček Favorit. V původní podobě vydržel do roku 1898, kdy ho dal Ervín Nostic zbořit a na jeho místě postavit dnešní novogotický zámek, který se stal letním sídlem Nosticů. Nosticové drželi Jindřichovice od 17. století až do roku 1945.

### Zajatecký tábor v první světové válce

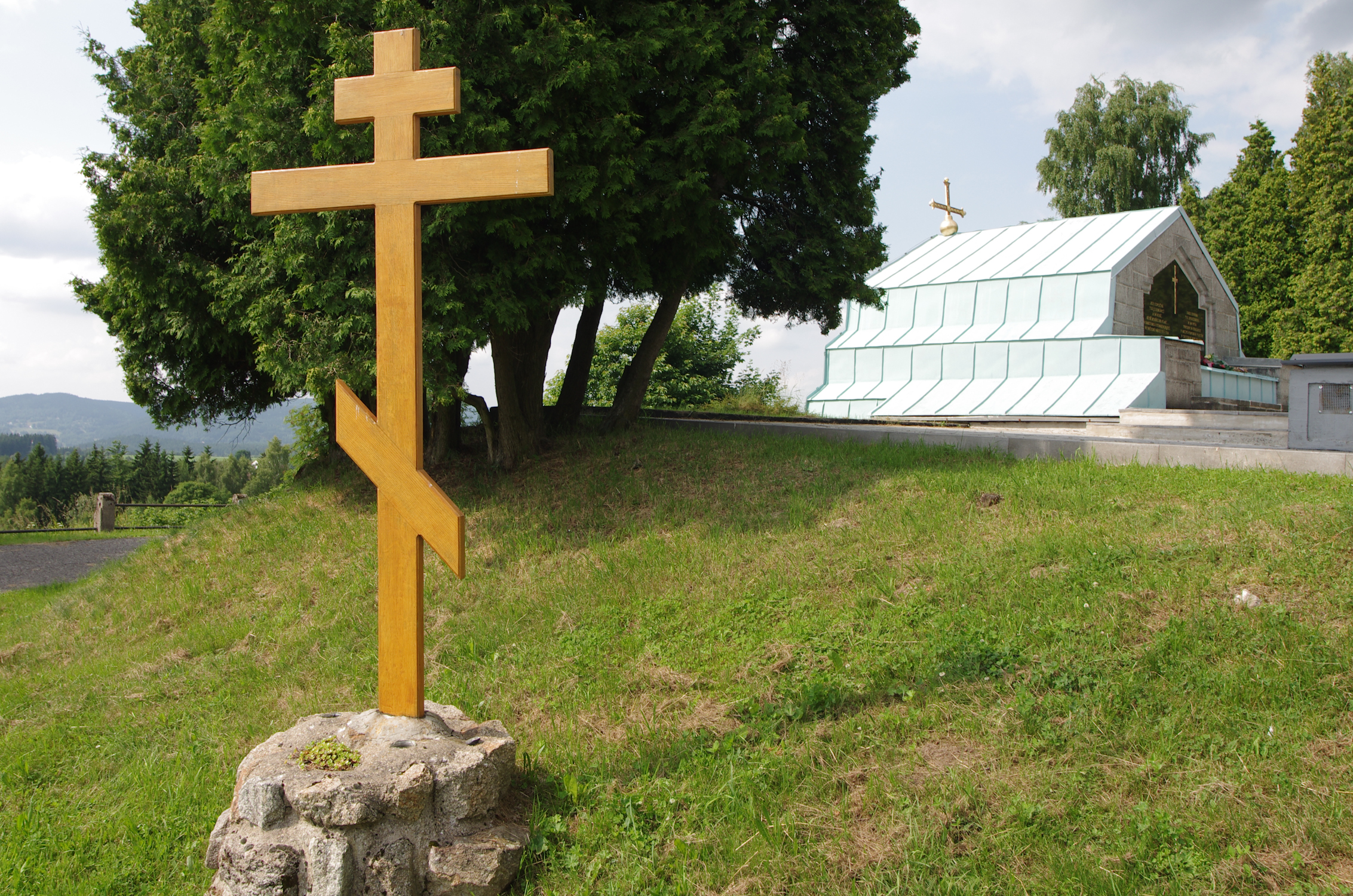
Mauzoleum zajateckého tábora

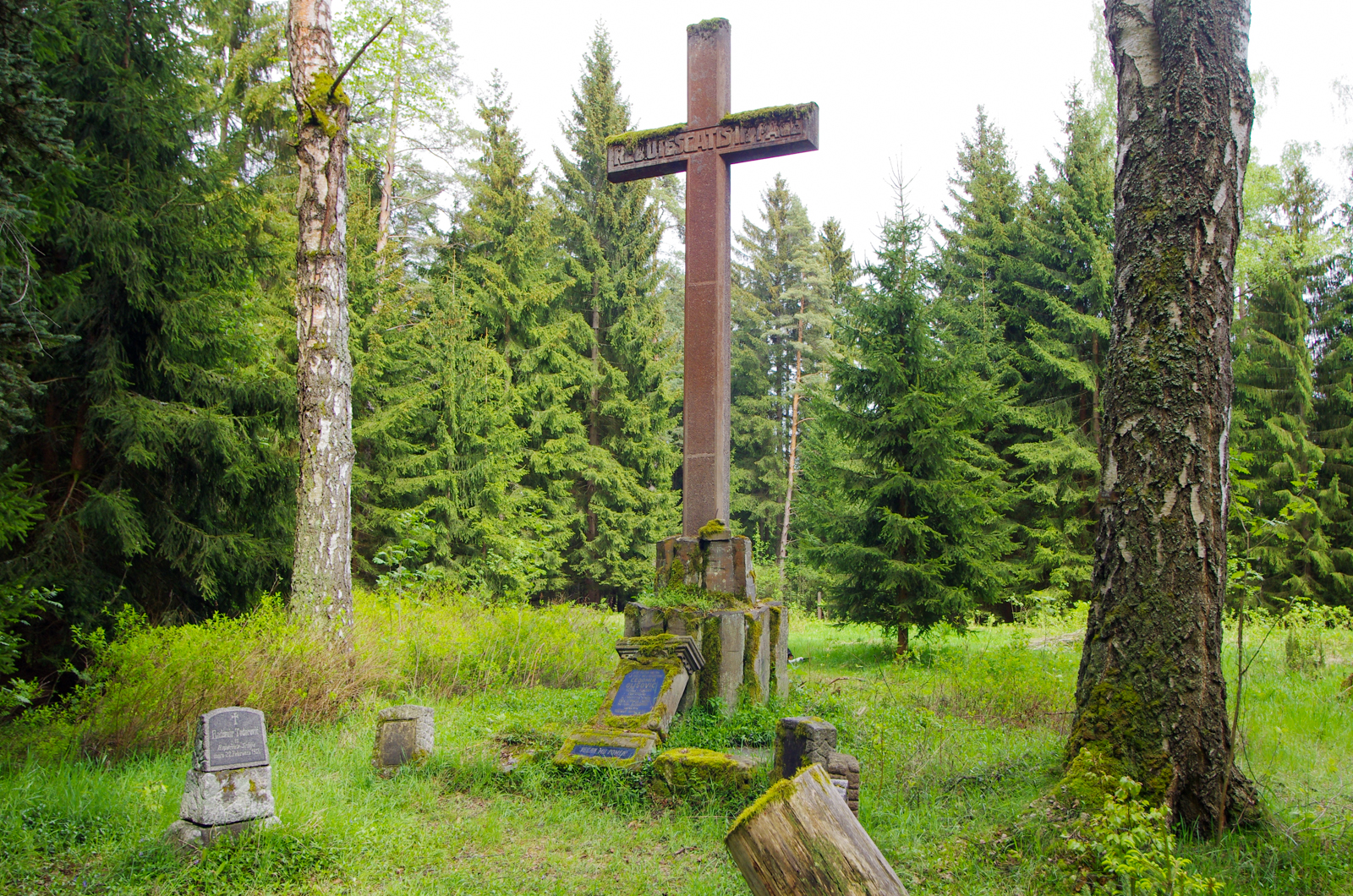
Zajatecký hřbitov v lese, katolická část

Historie zajateckého tábora se začala psát v polovině roku 1915, kdy bylo rozhodnuto vybudovat u Jindřichovic zajatecký tábor. Výstavba zajateckého táboru rychle pokračovala. 17. června dorazilo několik desítek ruských zajatců. Opačným směrem než vojáci z místního kraje putovaly pak za první světové války stovky válečných zajatců ze Srbska, Itálie a Ruska do rakousko-uherského zajetí – do zajateckého tábora v Jindřichovicích. Zde bylo postaveno více než 170 objektů (sto pro zajatce, šest pro důstojníky, třináct infekčních oddělení, čtrnáct pro lehce zraněné, dále pak sklady, kuchyně, sprchy, kantýna, strážní věže, pomocné baráky). Celý areál byl obehnán ostnatým drátem, který byl pod napětím. V táboře se octlo až 28 tisíc zajatců. Největší část zajatců tvořili Srbové a Černohorci, dále pak Rusové a Italové.
Zajatci pracovali v rotavských železárnách, v čedičovém kamenolomu Kernberg nedaleko od tábora, na stavbě sokolovské chemičky. Ke konci války se začalo zoufale nedostávat potravin, léků, uhlí. Za této situace se začala množit úmrtí v důsledku podvýživy, tyfu, tuberkulózy a neštovic. Údaje o počtu zemřelých se různí v rozmezí 3800 až 4306, úmrtnost se uvádí přibližně 12%. Zhroucení monarchie a konec první světové války mělo samozřejmě dopad na zajatecký tábor. Dne 1. listopadu 1918 opustili tábor poslední čeští důstojníci a vojáci, kteří tvořili část strážního personálu a během listopadu i zajatci. V několika následujících měsících byl tábor rozebrán a do několika let po něm prakticky nezůstaly stopy.
V následujících letech se rozhodlo o stavbě mauzolea v Jindřichovicích, které se mělo stát místem posledního odpočinku Jihoslovanů. Jugoslávská vláda za tímto účelem odkoupila pozemek pod vodárnou. V roce 1926 proběhla exhumace mrtvých ze hřbitova zajateckého tábora, v roce 1927 i dalších mrtvých ze zajateckého tábora v Broumově a ostatky byly uloženy v mauzoleu. Slavností vysvěcení mauzolea se uskutečnilo 8. července 1932. Větší opravou a restaurátorskými pracemi prošlo mauzoleum v letech 1978–1980. Mimo jiné byla i položena nová měděná střecha. Zatímco mauzoleum přežilo bez úhony druhou světovou válku, tak v roce 1995 se nestyděli vandalové, kteří neměli žádnou úctu k místu posledního odpočinku, strhnout měděné desky z obložení zdí, střechy a vstupních dveří. V roce 1996 byla proto provedena oprava střechy, obložení zdí a vstupních dveří.

## Obyvatelstvo
Při sčítání lidu v roce 1921 zde žilo 1 726 obyvatel, z nichž bylo 23 Čechoslováků, 1 673 Němců, 13 jiné národnosti a 17 cizinců. K  římskokatolické církvi se hlásilo 1 685 obyvatel, k evangelické 34 obyvatel, tři k izraelitské a čtyři byli bez vyznání.
| Rok            | 1869  | 1880  | 1890  | 1900  | 1910  | 1921  | 1930  | 1950 | 1961 | 1970 | 1980 | 1991 | 2001 | 2011 | 2021 |
| -------------- | ----- | ----- | ----- | ----- | ----- | ----- | ----- | ---- | ---- | ---- | ---- | ---- | ---- | ---- | ---- |
| Počet obyvatel | 1 811 | 1 809 | 1 745 | 1 796 | 1 911 | 1 726 | 1 804 | 617  | 494  | 404  | 339  | 300  | 307  | 348  | 298  |
| Počet domů     | 258   | 290   | 277   | 302   | 292   | 298   | 337   | 300  | 178  | 89   | 82   | 100  | 109  | 118  | 125  |

| Rok            | 1869  | 1880  | 1890  | 1900  | 1910  | 1921  | 1930  | 1950 | 1961 | 1970 | 1980 | 1991 | 2001 | 2011 | 2021 |
| -------------- | ----- | ----- | ----- | ----- | ----- | ----- | ----- | ---- | ---- | ---- | ---- | ---- | ---- | ---- | ---- |
| Počet obyvatel | 3 597 | 3 679 | 3 570 | 3 649 | 3 696 | 3 380 | 3 400 | 892  | 779  | 551  | 394  | 318  | 386  | 472  | 494  |
| Počet domů     | 530   | 600   | 588   | 622   | 610   | 613   | 665   | 641  | 178  | 123  | 105  | 116  | 166  | 187  | 204  |

## Obecní správa

### Části obce
Obec sestává ze dvou částí:
- Háj (Silbersgrün[8]): katastrální území Háj u Jindřichovic
- Jindřichovice (Heinrichsgrün): zahrnuje 8 základních sídelních jednotek a 7 katastrálních území
  - Heřmanov (Hermannsgrün): k. ú. Heřmanov v Krušných horách
  - Hradecká (Scheft): k. ú. Hradecká
  - Jindřichovice: k. ú. Jindřichovice v Krušných horách
  - Loučná (Waitzengrün[8]): k. ú. Loučná v Krušných horách
  - Mezihorská (Kührberg): k. ú. Mezihorská
  - Poušť (Oed): k. ú. Poušť
  - Rác (úřední název ZSJ, běžné označení Smrčina (Kronesberg): k. ú. Jindřichovice v Krušných horách
  - Stará (Altengrün[8]): k. ú. Stará

### Obecní symboly
Znak obce je historický, vlajka byla obci udělena rozhodnutím předsedy Poslanecké sněmovny Parlamentu České republiky dne 19. ledna 2007.

## Pamětihodnosti

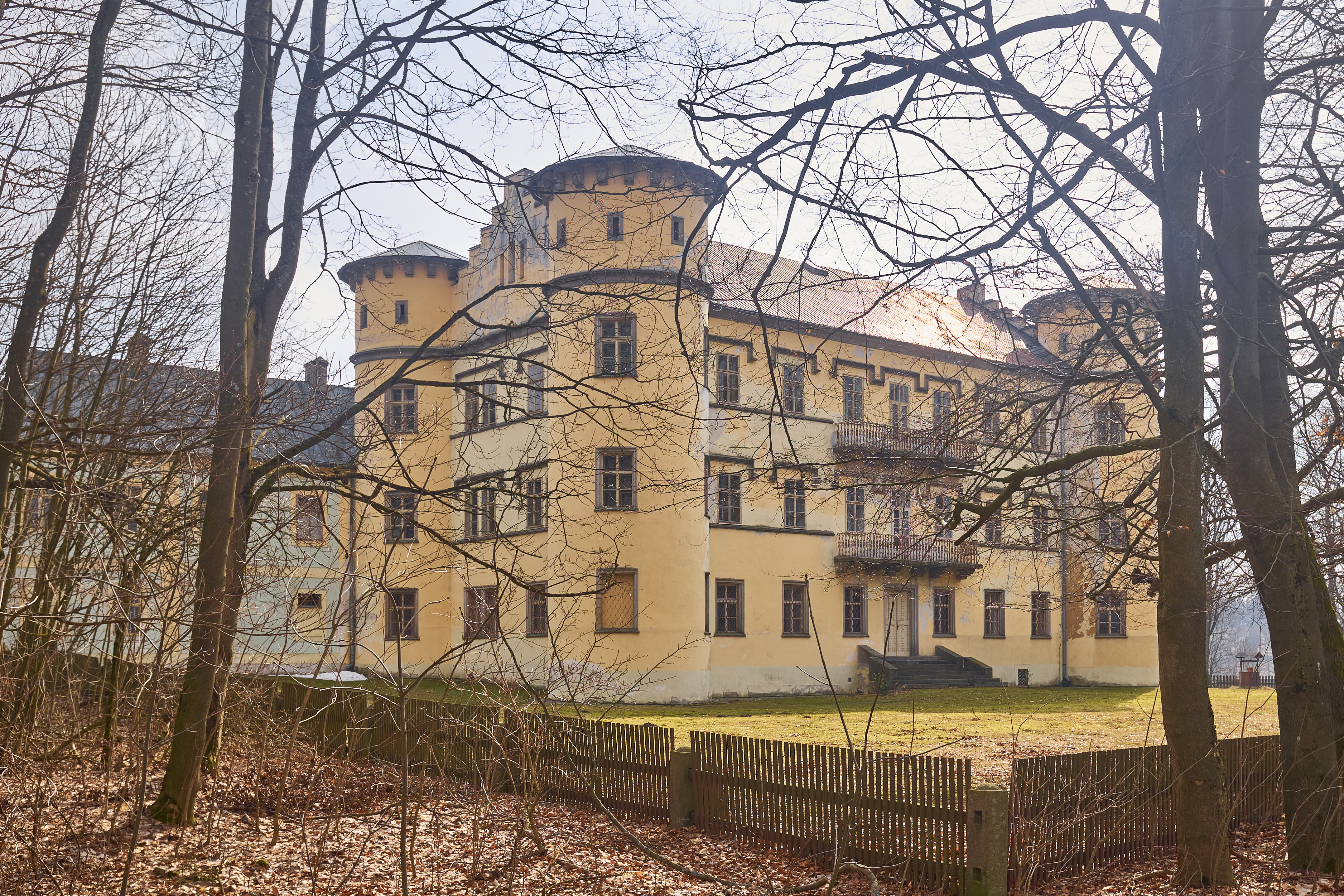
zámek Jindřichovice

- Jindřichovický zámek stojí na místě starší renesanční tvrze, kterou dal Jan Hartvík přestavět v raně barokním slohu. Dochovaná stavební podoba však pochází ze druhé poloviny devatenáctého století, kdy za Ervína Nostice proběhly novogotické úpravy. V roce 1945 byl zámek Nosticům vyvlastněn a brzy na to do něj umístěn sokolovský okresní archiv.[10][11] Nyní slouží zčásti jako regionální  expozice muzea.
- kostel svatého Martina
- Mauzoleum dala vybudovat vláda Jugoslávie na památku srbským válečným zajatcům, kteří zahynuli v místním zajateckém táboře za první světové války.[12]

### Okolí
- Lovecký zámeček Favorit
- V Jindřichovicích rostou památné stromy Jindřichovický klen a Martinské lípy v Jindřichovicích.